# Montivernage
Montivernage ist eine französische Gemeinde mit 28 Einwohnern (Stand: 1. Januar 2022) im Département Doubs in der Region Bourgogne-Franche-Comté.

## Geographie
Montivernage liegt auf 480 m, sechs Kilometer südöstlich von Baume-les-Dames und etwa 31 Kilometer ostnordöstlich der Stadt Besançon (Luftlinie). Das Dorf erstreckt sich im Jura, fast 200 m über dem Talboden des Cusancin am nördlichen Rand eines Hochplateaus.
Die Fläche des 3,34 km² großen Gemeindegebiets umfasst einen Abschnitt des französischen Juras. Der Hauptteil des Gebietes wird von der Hochfläche eingenommen, die sich zwischen dem Tal des Cusancin und dem Höhenrücken des Grand Bois ausdehnt, durchschnittlich auf 480 m liegt und leicht gewellt ist. Sie ist überwiegend von Acker- und Wiesland bestanden, zeigt aber auch einige Waldflächen. Das Plateau besitzt keine oberirdischen Fließgewässer, weil das Niederschlagswasser im verkarsteten Untergrund versickert. Südlich des Dorfes befindet sich die Höhle Grotte des Orcières. Mit 541 m wird auf einer Kuppe auf dem Hochplateau die höchste Erhebung von Montivernage erreicht. Die nördliche Grenze verläuft entlang dem Steilhang, der zum Cusancin abfällt und an verschiedenen Orten von Felsvorsprüngen markiert wird.
Nachbargemeinden von Montivernage sind Cusance im Norden, Lanans im Osten, Vaudrivillers und Passavant im Süden sowie Guillon-les-Bains im Westen.

## Geschichte
Im Mittelalter gehörte Montivernage zur Herrschaft Cusance. Zusammen mit der Franche-Comté gelangte das Dorf mit dem Frieden von Nimwegen 1678 an Frankreich.

## Bevölkerung
| Jahr                       | 1962 | 1968 | 1975 | 1982 | 1990 | 1999 | 2004 | 2016 |
| Einwohner                  | 57   | 56   | 55   | 48   | 38   | 40   | 37   | 29   |
| Quellen: Cassini und INSEE |      |      |      |      |      |      |      |      |

Mit 28 Einwohnern (Stand 1. Januar 2022) gehört Montivernage zu den kleinsten Gemeinden des Départements Doubs. Nachdem die Einwohnerzahl in der ersten Hälfte des 20. Jahrhunderts abgenommen hatte (1906 wurden noch 101 Personen gezählt), wurden seit Beginn der 1990er Jahre nur noch geringe Schwankungen verzeichnet.

## Wirtschaft und Infrastruktur
Montivernage war bis weit ins 20. Jahrhundert hinein ein vorwiegend durch die Landwirtschaft (Ackerbau, Obstbau und Viehzucht) und die Forstwirtschaft geprägtes Dorf. Noch heute leben die Bewohner zur Hauptsache von der Tätigkeit im ersten Sektor. Außerhalb des primären Sektors gibt es nur sehr wenige Arbeitsplätze im Dorf. Einige Erwerbstätige sind auch Wegpendler, die in den umliegenden größeren Ortschaften ihrer Arbeit nachgehen.
Die Ortschaft liegt abseits der größeren Durchgangsstraßen. Die Hauptzufahrt erfolgt von Guillon-les-Bains im Cusancin-Tal. Weitere Straßenverbindungen bestehen mit Passavant und Lanans.